# Macromitrium onraedtii
Macromitrium onraedtii là một loài rêu trong họ Orthotrichaceae. Loài này được Bizot ex Onr. mô tả khoa học đầu tiên năm 1976.